# Santa Maria do Herval
Santa Maria do Herval (németül Teewald) egy község (município) Brazília Rio Grande do Sul államában. Népességét 2021-ben 6382 főre becsülték.

## Története
1835–1838 között telepedtek le az első lakosok a község területén, az úgynevezett Morro dos Bugres vidékén: részben a környező, régebbi gyarmatok német telepeseinek leszármazottjai, részben Hunsrück vidékéről új hullámokban érkező bevándorlók. A hely egy forrás szerint egy Buchermann nevű telepestől kapta a nevét: németül a helyet Bucherbergnek nevezték, amely Morro dos Bugresra portugálosodott. Az emberek földműveléssel foglalkoztak, az erdőirtásokon búzát, kukoricát, babot, dohányt ültettek, azonban a dombos-hegyes területet nehéz volt megművelni, ezen felül az indiánok és a vadálatok is problémát jelentettek. 1849-ben kápolna, iskola és temető épült Bucherbergben, amely két másik közeli közösséget is szolgált: Jammerthalt és Walachait (ma Picada Café illetve Morro Reuter részei).
A mai községközpont környéke (Picada Herval) 1844 körül kezdett benépesedni; a német bevándorlók itt jobb minőségű földet találtak a műveléshez. 1854-ben újabb telepesek érkeztek ide, 1862-ben pedig kápolnát, iskolát és temetőt avattak.
1912-ben São Leopoldo község kerülete lett Boa Vista do Herval néven. 1938-ban átnevezték Padre Eternora, majd 1950-ben Santa Maria do Hervalra; ez a név Szűz Mária, Picada Herval első templomának védőszentje előtt tiszteleg, továbbá a gyógynövények (herval) bőségére utal. 1959-ben a São Leopoldoból kiváló Dois Irmãos kerülete lett. 1988-ban függetlenedett és 1989-ben önálló községgé alakult.

## Leírása
Székhelye Santa Maria do Herval, további kerületei nincsenek. A Gaúcho-hegység lejtőin fekszik 280–880 méter magasságon. Növényzete változatos, egyes részeit atlanti-parti szárazerdők borítják őshonos fajokkal, mint például a délfenyő. Éghajlata mérsékelt, télen fagy és havazás is előfordul a magasabb részeken. A községközpont egy völgyben van, a Rio Cadeia partján, távolsága Porto Alegretől 75 kilométer.
A lakosság mintegy fele vidéken él, és 90%-a még mindig a hunsrücki német dialektust használja. Jelentős mezőgazdasága (burgonyatermesztés, állattenyésztés) és turizmusa; a német emlékek (favázas épületek, jellegzetes gasztronómia) és rendezvények (például Kartoffelfest) mellett bővelkedik természeti látványosságokban is. Áthalad rajta a Rota Romântica, a túlnyomórészt német jellegű községeket összekötő tematikus turistaút.